# Le Mauvais Garnement
Pour les articles homonymes, voir Bad Boy.
Pour plus de détails, voir Fiche technique et Distribution.
Le Mauvais Garnement (titre original : The Bad Boy) est un film muet américain réalisé par Chester Withey et sorti en 1917.

## Synopsis
Jimmie Bates, un jeune citadin d'une petite ville, est un garçon tapageur qui a toujours des ennuis et qui fait constamment des farces à ses proches. Bien que profondément amoureux de la jeune Mary, il rejette son affection et choisit plutôt la jeune Ruth, plus extravertie et mondaine.
Finalement, le père de Jimmie, M. Bates, exaspéré par les singeries de son fils, le bat sévèrement à tel point qu'il s'enfuit de chez lui. Jimmie se retrouve impliqué dans un gang de voleurs et purge une peine en prison. Après avoir terminé sa peine, Jimmie jure de commencer une nouvelle vie. Cependant, la bande de voleurs décident de voler la banque de sa ville natale. Apprenant leur plan, Jimmie essaie désespérément de déjouer leur projet et est blessé puis arrêté par le shérif en tant que suspect du vol. Jimmie s'échappe de la prison et cherche son véritable amour Mary qui la cache chez elle.
Après avoir retrouvé ses forces, Jimmie entreprend de se défendre auprès de ses parents et des habitants de la ville. Il poursuit et capture finalement le véritable criminel qui admet que Jimmie n'a pas participé à la tentative de vol. Racheté aux yeux de sa famille, Jimmie peut vivre avec Mary.

## Fiche technique
- Titre : Le Mauvais Garnement
- Titre original : The Bad Boy
- Réalisation : Chester Withey
- Scénario : Chester Withey, Frank E. Woods
- Photographie : David Abel
- Montage :
- Producteur :
- Société de production : Fine Arts Film Company
- Société de distribution : Triangle Distributing
- Pays de production :  États-Unis
- Langue : film muet avec les intertitres en anglais
- Format : Noir et blanc — 35 mm — 1,33:1 — Muet
- Genre : Film dramatique, Film policier
- Durée :
- Date de sortie : 
  - États-Unis : 16 février 1917

## Distribution
- Robert Harron : Jimmie Bates
- Richard Cummings : Mr. Bates
- Josephine Crowell : Mrs. Bates
- Mildred Harris : Mary
- William H. Brown : Town Marshal
- James Harrison : Clarence
- Colleen Moore : Ruth
- Elmo Lincoln : Yeggman
- Harry Fisher : Yeggman